# František Slavík
František Slavík (ur. 25 września 1888 w Strašnicach, zm. 2 października 1926) – maratończyk reprezentujący Czechy. Uczestniczył w igrzyskach olimpijskich w Sztokholmie w 1912 roku. Były to jedyne igrzyska, na jakich startował.

## Występy na letnich igrzyskach olimpijskich
| Igrzyska | Wydarzenie | Eliminacje | Eliminacje | Półfinały | Półfinały | Finały | Finały  |
| Igrzyska | Wydarzenie | Wynik      | Miejsce    | Wynik     | Miejsce   | Wynik  | Miejsce |
| -------- | ---------- | ---------- | ---------- | --------- | --------- | ------ | ------- |
| LIO 1912 | Maraton    |            |            |           |           | DNF    | DNF     |